# Ллано (Техас)
Ллано (англ. Llano) — місто (англ. city) в США, в окрузі Ллано штату Техас. Населення — 3325 осіб (2020).

## Географія
Ллано розташоване за координатами 30°45′11″ пн. ш. 98°40′10″ зх. д. / 30.75306° пн. ш. 98.66944° зх. д. (30.753143, -98.669532).  За даними Бюро перепису населення США в 2010 році місто мало площу 12,80 км², з яких 12,24 км² — суходіл та 0,56 км² — водойми. В 2017 році площа становила 14,48 км², з яких 13,65 км² — суходіл та 0,83 км² — водойми.

### Клімат
| Клімат : Ллано               | Клімат : Ллано | Клімат : Ллано | Клімат : Ллано | Клімат : Ллано | Клімат : Ллано | Клімат : Ллано | Клімат : Ллано | Клімат : Ллано | Клімат : Ллано | Клімат : Ллано | Клімат : Ллано | Клімат : Ллано | Клімат : Ллано |
| Показник                     | Січ.           | Лют.           | Бер.           | Квіт.          | Трав.          | Черв.          | Лип.           | Серп.          | Вер.           | Жовт.          | Лист.          | Груд.          | Рік            |
| Абсолютний максимум, °C      | 33,9           | 37,8           | 37,8           | 40,6           | 42,2           | 44,4           | 46,1           | 45,0           | 44,4           | 40,6           | 34,4           | 33,9           | 46,1           |
| Середній максимум, °C        | 15,6           | 17,8           | 22,2           | 26,1           | 29,4           | 32,8           | 35,6           | 35,6           | 32,2           | 27,2           | 20,6           | 16,1           | 26,0           |
| Середня температура, °C      | 7,8            | 10,0           | 14,4           | 18,3           | 22,8           | 26,7           | 28,9           | 28,3           | 25,0           | 19,4           | 13,3           | 8,9            | 18,7           |
| Середній мінімум, °C         | 0,0            | 2,2            | 6,7            | 11,1           | 16,7           | 20,6           | 21,7           | 21,1           | 17,8           | 12,2           | 6,1            | 1,1            | 11,5           |
| Абсолютний мінімум, °C       | −21,1          | −19,4          | −10            | −3,9           | −2,2           | 3,3            | 10,0           | 7,8            | 1,7            | −5             | −9,4           | −21,7          | −21,7          |
| Норма опадів, мм             | 27             | 46             | 48             | 56             | 100            | 86             | 47             | 52             | 54             | 73             | 57             | 48             | 694            |
| ---------------------------- | -------------- | -------------- | -------------- | -------------- | -------------- | -------------- | -------------- | -------------- | -------------- | -------------- | -------------- | -------------- | -------------- |
| Джерело: The Weather Channel |                |                |                |                |                |                |                |                |                |                |                |                |                |

## Демографія
Згідно з переписом 2010 року, у місті мешкали 3232 особи в 1354 домогосподарствах у складі 825 родин. Густота населення становила 253 особи/км².  Було 1615 помешкань (126/км²).
Расовий склад населення:
| - 93,4 % — білих - 1,3 % — корінних американців - 0,6 % — азіатів - 0,5 % — чорних або афроамериканців - 3,0 % — осіб інших рас |

До двох чи більше рас належало 1,1 %. Частка іспаномовних становила 12,9 % від усіх жителів.
За віковим діапазоном населення розподілялося таким чином: 23,8 % — особи молодші 18 років, 54,7 % — особи у віці 18—64 років, 21,5 % — особи у віці 65 років та старші. Медіана віку мешканця становила 44,2 року. На 100 осіб жіночої статі у місті припадало 88,9 чоловіків;  на 100 жінок у віці від 18 років та старших — 84,6 чоловіків також старших 18 років.
Середній дохід на одне домашнє господарство  становив 52 256 доларів США (медіана — 35 950), а середній дохід на одну сім'ю — 70 562 долари (медіана — 61 250). Медіана доходів становила 31 927 доларів для чоловіків та 30 795 доларів для жінок. За межею бідності перебувало 27,1 % осіб, у тому числі 47,2 % дітей у віці до 18 років та 17,1 % осіб у віці 65 років та старших.
Цивільне працевлаштоване населення становило 1378 осіб. Основні галузі зайнятості: освіта, охорона здоров'я та соціальна допомога — 25,6 %, мистецтво, розваги та відпочинок — 15,8 %, роздрібна торгівля — 11,4 %.